# Dracula polyphemus
Dracula polyphemus es una especie de orquídea epifita. Esta especie se distribuye en Ecuador.

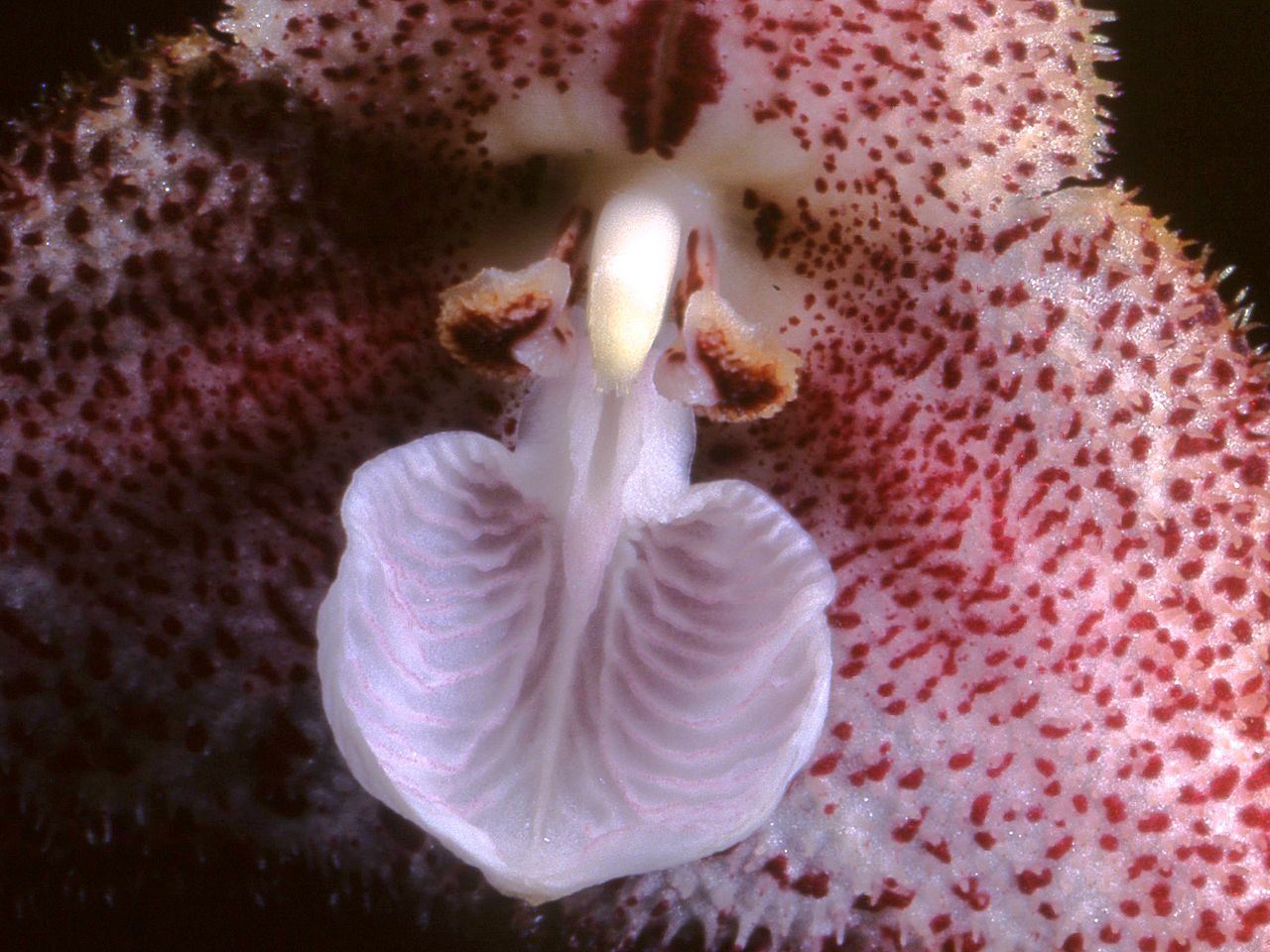
Detalle de la flor

## Descripción
Es una orquídea de tamaño mediano, con hábito de epifita y con ramicaules erguidos, que están envueltos basalmente por 2-3 vainas sueltas, tubulares y que llevan una sola hoja, apical, erecta, delgadamente coriácea, carinada, ligeramente plegada, aguda elíptica, estrechándose poco a poco por debajo en la base conduplicada, indistinta y peciolada. Florece en invierno y primavera en una inflorescencia horizontal púrpura, esbelta, a descendente, de 10 a 20 cm  de largo, bracteasa, con sucesivamente pocas flores que surgen de la parte baja en el ramicaule con una bráctea floral tubular.

## Distribución y hábitat
Se encuentra en Ecuador en los bosques nubosos en las elevaciones alrededor de 1400-2200 metros.  

## Taxonomía
Dracula polyphemus fue descrita por (Luer) Luer y publicado en Selbyana 2(2,3): 198. 1978.
Etimología
Dracula: nombre genérico que deriva del latín y significa: "pequeño dragón", haciendo referencia al extraño aspecto que presenta con dos largas espuelas que salen de los sépalos.
polyphemus; epíteto otorgado en honor del cíclope Polifemo.
Sinonimia
- Masdevallia polyphemus Luer	[4][5]